# Erich Spaarmann

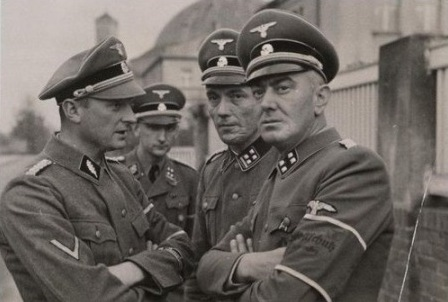
Dowódcy inspektoratów Selbstschutzu: SS-Standartenführer Ludolf Jacob von Alvensleben, SS-Obersturmbannführer Erich Spaarmann, SS-Obersturmbannführer Hans Kölzow, SS-Sturmbannführer Christian Schnug

Erich Spaarmann (ur. 19 lipca 1907 w Passendorf w Kreis Merseburg, data i miejsce śmierci nieznane) – członek NSDAP, dowódca paramilitarnej hitlerowskiej organizacji Selbstschutz.

## Kariera
Do listopada 1939 był szefem VI Inspektoratu Selbstschutzu z siedzibą w Bydgoszczy. Odpowiedzialny za zbrodnie na ludności polskiej i żydowskiej dokonywane przez tę organizację na terenie Bydgoszczy m.in. w ramach Intelligenzaktion. Członek NSDAP z numerem 72 030 od 14.12.1927. Przeniesiony z SA do SS w dniu 01.11.1929 z numerem 1 752. Od dnia 09.11.1944 r. awansowany na SS-Standartenführera.